# Vickrama Cinkaiariyan
Vickrama Cinkaiariyan (tamoul : விக்கிரம சிங்கையாரியன்) est un roi du royaume de Jaffna, dans l'actuel Sri Lanka. Il est le quatrième roi de la dynastie Ârya Chakravarti. 

## Biographie
Pendant son règne, le pays était mal géré, des émeutes ethniques ont éclaté entre les tamouls et les cingalais. Vickrama Cinkaiariyan a ordonné des condamnations à mort 17 cingalais et en a emprisonné beaucoup d'autres après le meurtre de deux Tamouls